# Florianer Brunnbach
Der Florianer Brunnbach, am Mittel- und Unterlauf auch Mauerkirchner Brunnbach und über den gesamten Lauf öfters auch nur Brunnbach, ist ein Fließgewässer im oberösterreichischen Bezirk Braunau.

## Geographie

### Verlauf
Der Florianer Brunnbach entspringt in der Ortschaft Zeiledt (Gemeinde Helpfau-Uttendorf), passiert anschließend Steinrödt (Gemeinde Helpfau-Uttendorf) und nimmt kurz oberhalb von Ort (Gemeinde Helpfau-Uttendorf) von rechts den etwa gleichgroßen Eichwalbach auf, der unweit der Eglsee-Hütte entspringt. Der Bach fließt zunächst in nördliche Richtung, bis er bei St. Florian (Gemeinde Helpfau-Uttendorf) einen Bogen nach Nordwesten macht und dort von links den wasserreichen Abfluss des Florianiweihers aufnimmt, welcher ebenfalls als sein Oberlauf angesehen werden kann. Bei Brunning (Gemeinde Mauerkirchen) teilt er sich in zwei Arme auf, die sich bei Unterbrunning (Gemeinde Mauerkirchen) wieder vereinigen. Nun tritt der Bach unter dem Namen Mauerkirchner Brunnbach in das Zentrum der Marktgemeinde Mauerkirchen ein, welches er zweiarmig in nördliche Richtung durchfließt. Unterhalb von Mauerkirchen teilt sich der Bach im mehrere Arme auf und fließt ab hier parallel zur weiter westlich fließenden Mattig. Zwischen Mauerkirchen und Burgkirchen mündet der Florianer Brunnbach schließlich mehrarmig in die Mattig, wobei sein Hauptarm bei Geretsdorf (Gemeinde Burgkirchen) von rechts einmündet.
Er ist nicht zu verwechseln mit dem Schalchener Brunnbach, der über den Schwemmbach ebenfalls zur Mattig entwässert.

### Zuflüsse
- Eichwalbach (rechts), oberhalb von Ort
- Abfluss des Florianiweihers (links), bei St. Florian (kann ebenfalls als Oberlauf angesehen werden)

### Einzugsgebiet
Östlich seiner Quelle fließt der Moosbach, der über Lochbach und Mühlheimer Ache zum Inn hin fließt. Nördlich fließen der Schalchener Brunnbach und der Schwemmbach, die ebenfalls zur Mattig entwässern.

## Ökologie
Im Florianer Brunnbach wurde ein stabiler Fischbestand der Koppe nachgewiesen.